# Joods Wereldcongres

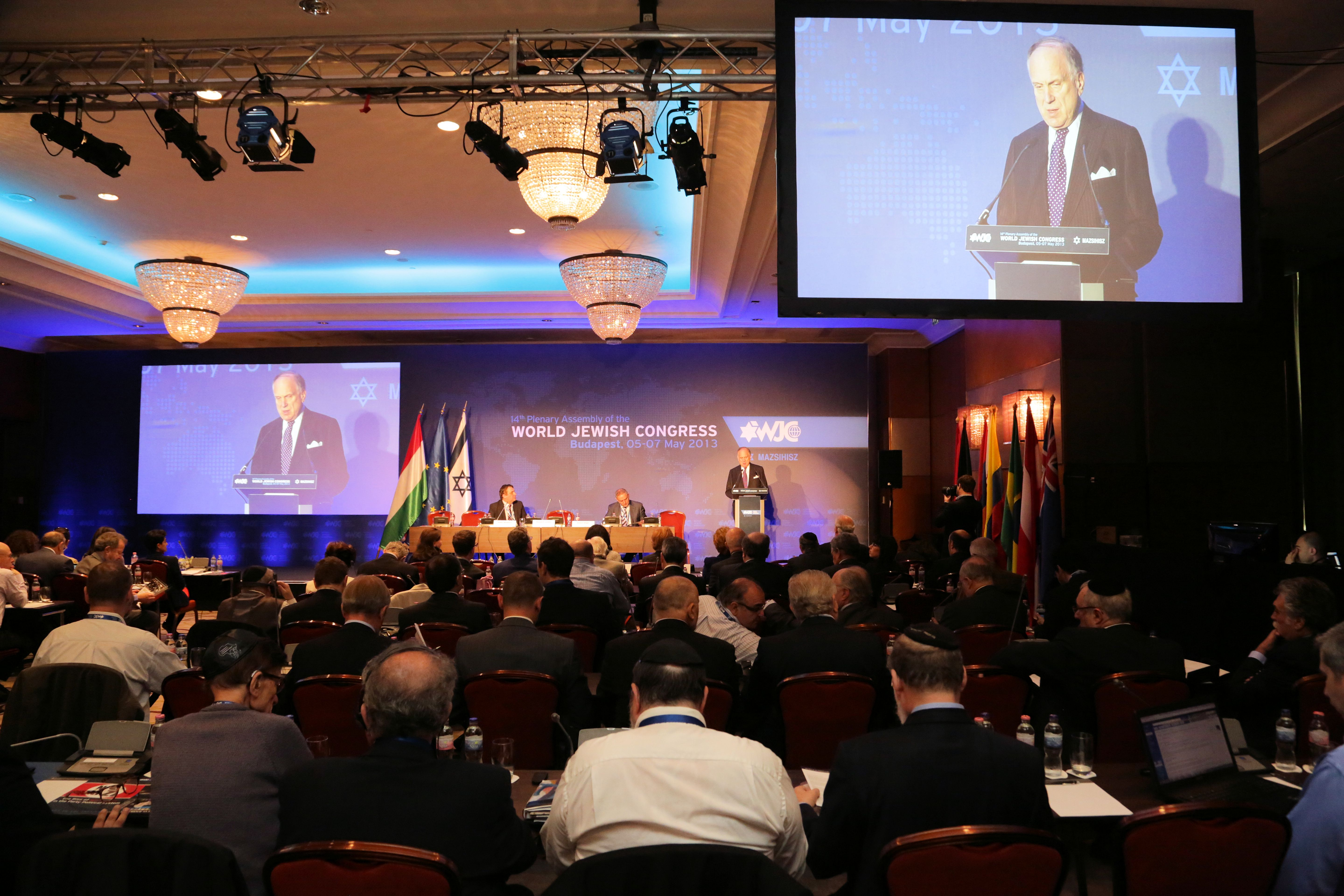
President Ronald Lauder spreekt het Joods Wereldcongres toe; Boedapest, 2013

Het Joods Wereldcongres (World Jewish Congress) is een internationale federatie van Joodse gemeenschappen en organisaties die in 1936 in Genève werd opgericht. Het Joods Wereldcongres wil optreden als 'de diplomatieke arm' van het Joodse volk.
Lidmaatschap van het Joods Wereldcongres staat open voor Joodse organisaties of gemeenschappen, waar ter wereld deze zich ook bevinden. Het hoofdkantoor is gevestigd in New York. Daarnaast heeft de organisatie kantoren in Brussel, Jeruzalem, Parijs, Moskou, Buenos Aires en Genève. Het Joods Wereldcongres heeft een officiële raadgevende rol bij de Economische en Sociale Raad van de Verenigde Naties.

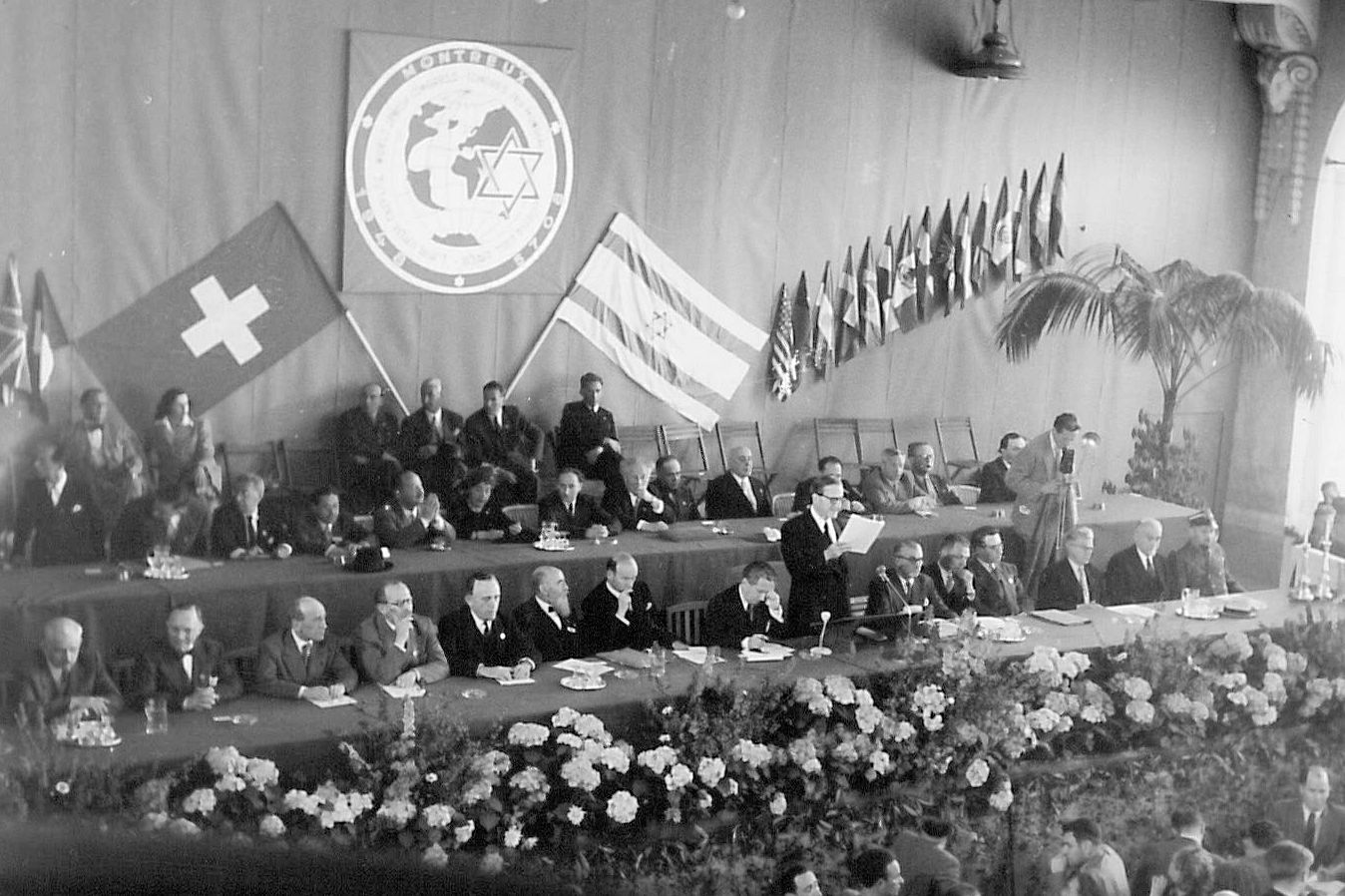
Joods Wereldcongres in Montreux, 1948

 Tot de prioriteiten van het Joods Wereldcongres horen in 2016 het bestrijden van antisemitisme, in het bijzonder van de opkomst van neonazisme in Europa, het verlenen van politieke steun aan de staat Israël en zorg voor Joden die in Arabische landen leven of die landen zijn ontvlucht. Daarnaast houdt de organisatie zich bezig met de gevolgen van de holocaust, in het bijzonder met restitutie van Joods eigendom, herstelbetalingen voor slachtoffers, en herdenking. Het Joods Wereldcongres zet zich ook in voor dialoog met andere godsdiensten.
In 2017 is Ronald S. Lauder president van het WJC; de voorzitter van het bestuur is David de Rothschild.